# Giampiero Nebbia
Giampiero Nebbia (Demonte, 27 agosto 1943 – Torino, 19 dicembre 2006) è stato un pittore italiano.

## Biografia

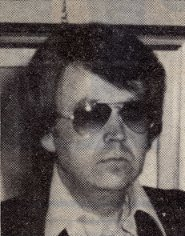
Giampiero Nebbia nel settembre 1978

Nato nel 1943 a Demonte (CN), dove la madre è sfollata, mentre il padre è tra i combattenti della Seconda Guerra Mondiale, Giampiero Nebbia (all'anagrafe Gianpiero) torna presto a Cavoretto, sulla collina torinese, ed è proprio nel capoluogo del Piemonte che, fin dall'adolescenza, coltiva uno spiccato interesse verso l'espressione pittorica figurativa. Frequenta circoli artistici, in cui coglie stimoli che inizia a rielaborare e a filtrare attraverso la propria sensibilità. Si cimenta dapprima nei disegni a carboncino e a sanguigna per approdare poi alla pittura a tempera, acquerello e olio.
Nel 1970 si presenta per la prima volta al pubblico, in occasione di una collettiva che si tiene ad Ozegna, in cui espone tele "ingenue" ma di fresca ispirazione, caratterizzate da vaste campiture cromatiche, stese di getto e con poche concessioni al reale. L'anno successivo decide di confrontarsi con un più alto numero di pittori e di affrontare il giudizio della critica specializzata, partecipando al Concorso di Arti Figurative nel castello di Costigliole d'Asti, al Concorso "Zebra d'oro" a Milano, al Concorso di Arti Figurative a Bologna, in cui ottiene segnalazioni e menzioni d'onore. Tali consensi gli sono di incoraggiamento per allestire la sua prima mostra personale, con tele caratterizzate da colori volutamente tenui e sfumati in atmosfere rarefatte. È l'inizio di un colloquio con il pubblico che si mantiene costante e ricco di soddisfazioni fino alla morte. Segue nel Comune di Vigone (TO) una mostra di nudi, misteriosi, emblematici e di spalle, che preannunciano i motivi ispiratori della sua produzione: la solitudine, l'incomunicabilità e il conseguente ripiegamento intimistico in cui l'uomo, secondo Nebbia, ha la necessità di raccogliersi per sottrarsi in modo consapevole all'alienazione.
Alcune sue tele vengono scelte per la scenografia del film  "La città dell'ultima paura", realizzato da Carlo Ausino e vincitore del "Festival della Fantascienza" di Trieste. Nel 1977, la mostra personale torinese presso la "Galleria ENFAC" lo caratterizza come pittore "sociale". Da allora, le sue tele, con l'inconfondibile uomo-solo, simbolo delle sofferenze e delle ingiustizie ma, nello stesso tempo, messaggio di speranza e di riscatto, presentano storie apparentemente semplici, tratte dalla vita sociale in genere, di cui è interprete attento e sensibile. Sebbene non sempre d'accordo con chi ha voluto etichettare in modo troppo marcato la matrice esistenziale della sua pittura, è evidente che Nebbia è riuscito a far meditare sulle ombre di una società spesso estraniante e anonima. Dal punto di vista tecnico, l'uso del colore diventa più incisivo. Il pennello e la spatola si caricano di forza e di materia, imprimendo ai personaggi un'energia che testimonia la loro fede incrollabile nella vita. Nel 1978 un suo dipinto viene scelto per illustrare la copertina della raccolta di poesie "Controluce" dell'artista internazionale Poly D'Aquen.

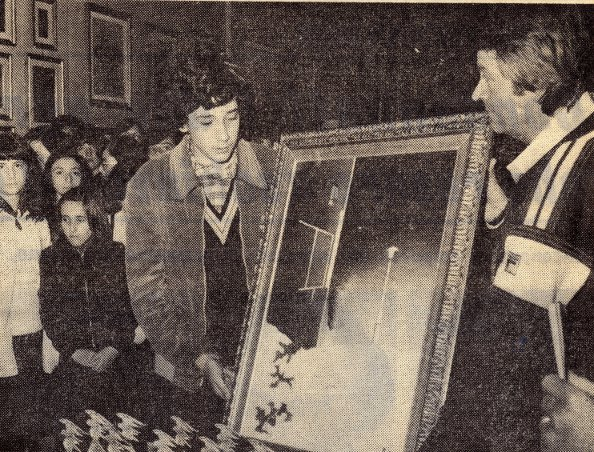
Giampiero Nebbia consegna una sua opera al vincitore del concorso della Gazzetta

Nella manifestazione "Il grande gioco della città", organizzato dal quotidiano Gazzetta del popolo e rivolto agli studenti torinesi, fa parte della Giuria e una sua opera viene donata al vincitore. Ottiene il 1º e il 2º premio nei Concorsi Internazionale di pittura che si tengono rispettivamente a Varese e a Vercelli. Espone nella capitale, presso la galleria "Il mondo dell'arte"; la critica e il pubblico ritengono particolarmente interessanti gli oli su velluto. Nel 1980 è membro di Giuria , a fianco del maestro Pietro Annigoni, nel concorso "La rana d'oro" di Casalbeltrame (NO). In seguito, allestisce una mostra personale al "Centro Foppa" di Milano, in cui presenta i risultati dello studio della scansione dello spazio a cui si è dedicato con cura: sono tele i cui soggetti si interrompono bruscamente per continuare riproposti soltanto in ampie regioni di colore bianco, notoriamente difficile da trattare nella pittura ad olio.
A Torino, nel Palazzo della Borsa, in occasione della manifestazione internazionale "Athena d'oro", alla presenza del sindaco Porcellana, nel 1982 viene premiato per la pittura, insieme con personaggi quali Gipo Farassino per lo spettacolo, Claudio Sala per lo sport, Manuel Ochoa per la scultura. Ci sarebbe, tuttavia, uno scollamento tra i temi affrontati dalla sua pittura e la sincera ispirazione di Nebbia, se non manifestasse anche nella vita quotidiana attenzione per le fasce disagiate. Nello stesso anno, infatti, attua un intervento d'avanguardia, curando un laboratorio pittorico nella scuola elementare statale "Castello di Mirafiori" di Torino. In una realtà scolastica piuttosto complessa, coinvolge insegnanti ed alunni in un progetto teso a recuperare e valorizzare le singole potenzialità. Nell'ambito di un programma di scambi culturali, espone nei Saloni Comunali di Benevento e presso il Centro Culturale du Beffroi di Tours. Dal 1984 inizia a dedicarsi alla pittura trompe l'oeil: la compenetrazione tra il reale e l'immaginario lo affascina e vi si dedicherà per parecchi anni in molte dimore della collina torinese e del Canavese. Un'interessante collettiva a Roma, nella galleria "Forum Interart", lo vede nel 1985 a fianco di artisti internazionali, quali Mario Pinizzotto, Novella Parigini, Fulvio Caligiuri, Renato Guttuso.
Purtroppo, a poco a poco gli impegni pubblici si diradano per seri motivi di salute. Giampiero Nebbia, tuttavia, non rinuncia a dipingere, trovando nell'espressione artistica uno stimolo fondamentale, l'unico anzi, per non lasciarsi travolgere dall'amarezza che gli deriva dalla sofferenza fisica e dal forzato isolamento. Il 2000 è finalmente l'anno del miglioramento e della rinnovata volontà di riannodare i contatti con il pubblico. A Canelli, nel suggestivo "Punto di vista", Nebbia celebra con una mostra antologica i suoi "30 anni di pittura", ritrovando l'affetto del pubblico e dei vecchi collezionisti che non lo hanno dimenticato e che mostrano subito di gradire il nuovo taglio delle sue opere, stilisticamente più raffinate ma sempre fedeli agli originari motivi ispiratori. Le tele esposte sono più di 100 e consentono di ripercorrere il cammino artistico di Nebbia, iniziato al culmine di un periodo storico contraddistinto dalla negazione dei linguaggi tradizionali, che sembravano avere ormai già detto tutto, fino a giungere all'estremo della tela tagliata, rifiutata. Riavvicinarsi alla tradizione, ha richiesto una sensibilità nuova nel rivisitare forme e colori. La mostra presenta una produzione fedele alle sue radici, evidenziandone le doverose evoluzioni stilistiche, dalle pennellate lievi e rarefatte ai decisi tagli di spatola, e i diversi oggetti di studio, dai nudi agli scorci cittadini, dalle nature morte agli studi di interni.
L'anno seguente presenta venti nuove opere sul tema dell'emarginazione urbana. Clochard, mendicanti, prostitute narrano l'avventura pittorica di un artista che, a causa delle proprie vicissitudini, è più che mai vicino al mondo degli "ultimi" e dei "soli" verso cui ha sempre mostrato interesse. Regala loro comprensione e dignità e un nuovo uso della "luce". Sono tele molto vicine all'iperrealismo, in cui da sfondi bui emergono pennellate luminose a creare contrasti geometrici e a illuminare un mondo pulito e lontano dalla sporcizia metropolitana. Da questa agonia dell'anima, smarrita in un senso di sospesa attesa, lo salva il ricordo di momenti felici che espone nell'antico chiostro benedettino dell'Abbazia "S. Maria" di Finale Ligure, nel 2002, con una sezione dedicata ai "Ricordi d'infanzia", tenere immagini di un tempo lontano e idealizzato. A giugno, viene ospitata una sua personale nelle sale del "Piemonte Artistico e Culturale", con il patrocinio della Regione Piemonte. Ancora una volta Giampiero Nebbia sa raccontare il vero, offrendo non una fotografia della realtà, ma quell'aspetto che l'artista sa cogliere e reinterpretare, trasfigurandolo attraverso una personale capacità introspettiva che, da un lato coglie sofferenze e delusioni e, dall'altro, non abbandona il sorriso di un possibile riscatto.
Nuovamente la malattia si abbatte su di lui. Conserva ogni energia per organizzare quella che sarà la sua ultima esposizione. Saluta il suo pubblico con una personale presso il Museo Etnografico "C'era una volta" di Alessandria nel 2005, un anno prima della sua morte.